# Carpe Diem (album)
Carpe Diem är det franska power metal-bandet Heavenlys femte studioalbum, utgivet i december 2009 på AFM Records och i Japan på Avalon.
Skivan är den första med trummisen Pierre-Emmanuel "Piwee" Desfray, som esatte Thomas Das Neves.
Oliver Hartmann (ex-At Vance, Avantasia) gästsjöng på "Save Our Souls". En musikvideo till "Lost in Your Eyes" spelades in.
Spåret "Ode to Joy" lånar en betydande del av musiken från Beethovens nionde symfoni, specifikt bearbetningen av Friedrich Schillers An die Freude.

## Låtlista
1. "Carpe Diem" – 4:50
2. "Lost in Your Eyes" – 3:48
3. "Farewell" – 5:02
4. "Fullmoon" – 4:57
5. "A Better Me" – 6:07
6. "Ashen Paradise" – 5:25
7. "The Face of Truth" – 5:54
8. "Ode to Joy" – 4:52
9. "Save Our Souls" – 4:20

Bonusspår på den japanska utgåvan
1. "Playtime" – 3:16

## Medverkande
Musiker
- Ben Sotto – sång, keyboard
- Charley Corbiaux – gitarr
- Olivier Lapauze – gitarr
- Matthieu Gervreau Plana – basgitarr
- Pierre-Emmanuel "Piwee" Desfray – trummor

Bidragande musiker
- Oliver Hartmann – sång
- Geraldine Gadaut – sång, körsång
- Nicolas Marco – keyboard, piano, orkestrering

Produktion
- Philip Colodetti – producent, mixning, mastering
- Piwee – inspelningstekniker
- Ricardo Nagata – mixning, mastering
- Derek Gores – omslagskonst
- Cédric Ricci – layout, grafisk design, logotyp
- Ananda Regi – foto